# 御書附
御書附（おかきつけ）、または書付（かきつけ）は、美術品の作者名や作品の由緒、銘、署名、押印などを、紙に書いて添えたり箱に書き付けたりしたもの。御書付、箱書、箱書きともいう。
箱書きは「共箱」（その作品のために用意された専用の木箱）に記されたものを指し。権威のある人物によるものを「御書附」と呼び、作品の価値を高める作用を果たす。それらは作者自身が書いたものや、作品の価値を高めることを目的として他の有力者に依頼して書かれることもある。
著名な「御書附」には、落語「はてなの茶碗」に登場する茶碗「はてな」に対して記されたものがある。この事例では、道端の名もなき茶店で使用されていた、ただのひび割れた茶碗が、主人公の勘違いによって著名な茶道具屋や大阪の両替商鴻池家を巻き込んでの騒動に発展し、時の関白・鷹司公の詠んだ和歌や、帝の宸筆になる「はてな」の「御書附」を得るにいたり、1,000両の値が付けられるに至る。